# Автосалон у Лос-Анджелесі
Автосалон у Лос-Анджелесі — щорічна міжнародна виставка автомобілів та автомобільних технологій, що проходить у середині-кінці листопада на майданчиках Los Angeles Convention Center (охоплює більш ніж 870 000 кв. футів) у Лос-Анджелесі, США. Вперше пройшла в 1907 році в Morley's Skating Rink у центрі Лос-Анджелеса.

## Історія
Лос-Анджелеський автосалон вперше був відкритий для широкої публіки з 21 по 27 січня 1907, представивши 99 транспортних засобів в Morley's Skating Rink. Місткість виставки становила 3000 осіб. Підготовка до шоу проводилася на тлі ажіотажу у ЗМІ, подібного до нинішніх описів кінозірок, що прибувають на церемонію вручення Оскара. О 8.00 ранку мер міста Лос-Анджелес Артур Харпер офіційно відкрив виставку. 46 виробників представили свої автомобілі, у тому числі Maxwell, Peerless, Willys-Overland, Pope-Toledo, White, а також Ford і Cadillac. Єдиною іноземною компанією виступала французька фірма Darracq.
Друга виставка відбулася 1909 року. Основними кольорами оформлення було обрано зелений та білий. Організатори залишали за собою право не допустити до участі будь-кого, хто відмовиться оформляти стенди у відповідний колір.
Шоу 1910 року знову змінило місце проведення та розташувалося на футбольному полі Fiesta Park, що забезпечує 80 000 кв. футів площі. Його обладнали наметами, а виставковий майданчик прикрасили гілками червоного дерева, папоротями, мохом та рослинами у горщиках для створення лісової атмосфери.
У міру зростання автомобільної промисловості автосалон змінював центри чотири рази протягом 1920-х років для задоволення потреб постачальників. У 1920-х років обсяги площі під виставку зросли до 120 000 кв. футів. Величезний простір дозволив включити до шоу презентації морських транспортних засобів та літаків. 5 березня 1929 року о 14:10 через загоряння одного з літаків все шоу виявилося охоплене полум'ям, що призвело до більш ніж $ 1 000 000 збитків. За деякими підрахунками на виставці було близько 2500 осіб. Незважаючи на проблему, організатор шоу Ватт Л. Морленд повідомив, що автосалон відбудеться. За допомогою спільноти та евакуаторів, наданих Автоклубом Південної Каліфорнії, виставка знову відбулася наступного дня в Shrine Auditorium.
Автосалон мав успіх і мав великий інтерес публіки протягом 1930-х років незважаючи на Велику депресію. З 1931 по 1935 виставки проходили на розі бульвару Вілшир і Ферфакс-авеню. В 1935 президент Рузвельт попросив усі великі автосалони, включаючи Лос-Анджелеський, перенести дати проведення шоу з зими на осінь з метою підняття економіки країни. Популярність автосалону значно знизилася в період Другої світової війни, через що виставка взяла перерву з 1940 по 1951 рік. У 1952 році автосалон знову відкрився в Pan-Pacific Auditorium, де зібрав 152 транспортних засобів, у тому числі від міжнародних виробників (Франція, Італія, Великобританія). Після повернення солдатів з Європи автомобіль до іноземної автомобільної промисловості значно зріс, тому організатори автосалону вирішили додати приставку «інтернаціональний» до найменування виставки. До кінця декади на шоу було представлено близько 400 автомобілів, у тому числі від 7 іноземних підприємств.
У 1960-х роках автосалон уперше представив для американців продукцію японських автомобільних концернів. Крім того, на шоу були присутні популярні на той час muscle car-и, такі як Ford Mustang і Pontiac GTO.
Розширення Convention Center в Лос-Анджелесі в 1993 році нарешті позбавило шоу проблем з площею під виставку: організатори обзавелися 71 000 м² простору для задоволення потреб своїх учасників та споживачів.
У 2006 році засновники автосалону вирішили змістити дати щорічного проведення шоу з початку січня на середину листопада, щоб не перетинатися з північноамериканським автосалоном. У результаті 2006 року відбулися дві виставки автомобільної промисловості, причому друга була проведена на честь 100-річчя заходу. У відповідь на швидкі зміни у сфері автомобілебудування, зростання популярності хмарних технологій та розвитку індустрії засобів розваг організатори автосалону створили виставку-експозицію Connected Car Expo.
У 2014 році автосалон зібрав рекордну кількість дебютів, серед яких 65 світових та північноамериканських.

## Опис

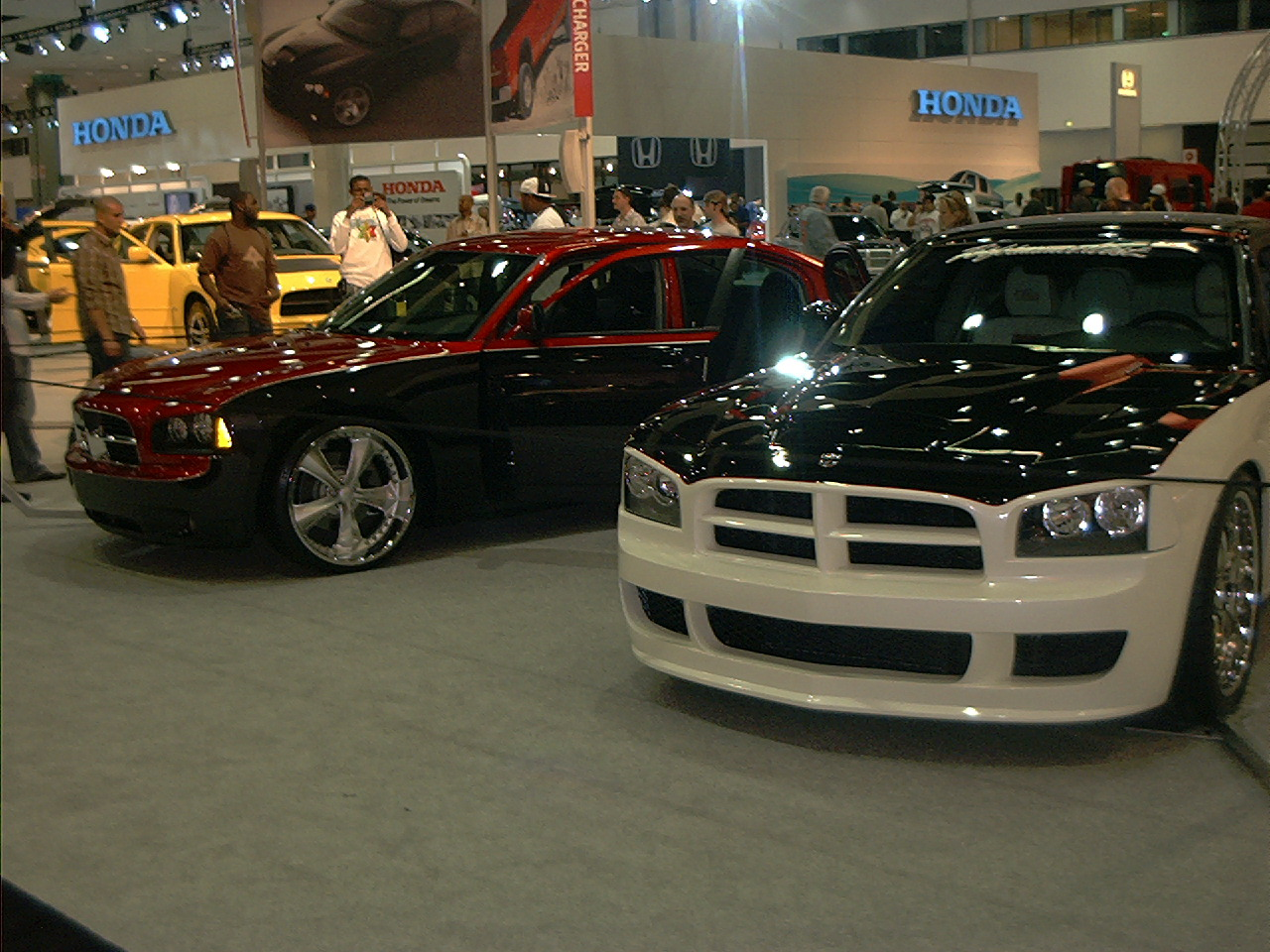
2011 Dodge Charger на автосалоні в Лос-Анджелесі, 2010 рік

Першою подією автосалону виступає щорічний благодійний вечір із шоу-програмою, який проводиться у ніч із четверга на п'ятницю перед першим публічним днем проведення виставки. Усі кошти, отримані від святкового заходу, йдуть на користь молодіжних програм музичної освіти музею Греммі.
Наступні дні виставки, преси та торгівлі включають наступні етапи:
- Connected Car Expo: один день конференції та три дні виставки, яка стала авторитетним місцем збору фахівців у сфері автомобільних технологій;
- The Press & Trade Days Kickoff Party: після закінчення конференції збираються працівники засобів масової інформації та представники автомобільної промисловості з метою відсвяткувати початок виставки;
- MPG Motoring Invitational: виставка автомобілів та кава-паузи за підтримки Motor Press Guild;
- Green Car of the Year Award : церемонія нагородження екологічних автомобілів від журналу Green Car;
- Design LA Open House & Reception: передові автомобільні дизайн-студії з усього світу представляють свої концепції перед суддівською комісією у боротьбі за звання найкращих; переможець на думку суддів, а також приз глядацьких симпатій оголошуються під час щорічної зустрічі;
- Advanced Technology & Green Ride & Drive: тест-драйви новітніх технологій та досягнень виключно для представників ЗМІ;
- Connected City Summit : зустріч між представниками уряду, автомобільних концернів та фахівців, на якій обговорюється майбутнє автопромисловості та її розвитку в рамках великих міст;
- Designers Night Reception: вечірній прийом для автомобільних дизайнерів, організований інформаційним порталом Car Design News.

## Виставки

### 2016
Виставка 2016 проходила з 18 по 27 листопада. Дні преси відбулися 16 та 17 листопада.

#### Дебют серійних моделей
Світовий дебют
- 2018 Alfa Romeo Stelvio[4]
- 2017 Chevrolet Colorado ZR2
- 2018 Chevrolet Equinox[5]
- 2017 Chevrolet Spark ACTIV[6]
- 2018 Ford EcoSport (рестайлинг)[7]
- 2017 Honda Civic Si[4]
- 2017 Jeep Renegade Deserthawk, Altitude[8]
- 2017 Lamborghini Huracan RWD Spyder[9]
- 2017 Mazda CX-5[10]
- 2018 Mercedes-AMG E63, E63 S[11]
- 2017 Mercedes-AMG GLE43[12]
- 2017 Mercedes-Maybach S650 Cabriolet[13]
- 2017 Mini Countryman[14]
- 2017 Nissan Juke Black Pearl Edition[15]
- 2017 Nissan Rogue: Rogue One Star Wars Limited Edition[15]
- 2017 Nissan Sentra NISMO[16]
- 2017 Nissan Versa Note (рестайлинг)[15]
- 2017 Porsche Panamera (base, 4, Executive series)[17]
- Rezvani Beast Alpha[18]
- 2018 Volkswagen Atlas[19]
- 2017 Volkswagen e-Golf (рестайлинг)[20]
- 2017 Volvo V90 Cross Country[21]

Північноамериканський дебют
- 2018 Audi A5, S5[22]
- 2018 Audi Q5[23]
- 2018 Genesis G80 3.3T Sport[24]
- 2017 Infiniti Q60 3.0t Sport[25]
- 2017 Jeep Compass[26]
- 2017 Kia Soul Turbo[27]
- 2017 Land Rover Discovery[4]
- 2017 Mercedes-Benz G550 4×4²[4]
- 2018 Mercedes-AMG GT R[4]
- 2018 Mercedes AMG GT Roadster[4]
- 2018 Smart ForTwo electric drive[4]
- 2018 Toyota C-HR[28]

#### Концепт-кари
Світовий дебют
- Hyundai Autonomous Ioniq концепт[29]
- Jaguar I-Pace EV[30]
- Subaru VIZIV-7[31]
- Volkswagen Passat GT concept[32]

Північноамериканський дебют
- Infiniti QX Sport Inspiration
- Mitsubishi eX[33]

### 2015
У 2015 році автосалон у Лос-Анджелесі проходив із 20 по 29 листопада. Дні преси та дебюти автомобілів відбулися 18 та 29 листопада.

#### Дебют серійних моделей
Світовий дебют
- 2017 Buick Lacrosse[34]
- 2017 Fiat 124 Spider[35]
- 2017 Ford Escape (рестайлинг)[36]
- 2017 GMC Canyon Denali[37]
- 2016 GMC Sierra Denali Ultimate[38]
- 2016 Honda Civic Coupe[39]
- 2017 Infiniti QX30[40]
- 2016 Jeep Grand Cherokee SRT Night[41]
- 2016 Jeep Wrangler Backcountry[41]
- 2017 Lincoln MKZ (рестайлинг)[42]
- 2016 Mazda CX-9[43]
- 2017 Mercedes-Benz GLS-Class (рестайлинг)[44]
- 2017 Mercedes-Benz SL-Class (рестайлинг)[45]
- 2017 Mitsubishi Mirage (рестайлинг)[46]
- 2016 Mitsubishi Outlander Sport[46]
- 2016 Nissan Sentra (рестайлинг)[46]
- Porsche Cayman GT4 ClubSport[46]
- 2017 Range Rover Evoque Convertible[46]

Північноамериканський дебют
- 2017 Alfa Romeo Giulia Quadrifoglio[47]
- 2017 Audi R8[48]
- 2016 Audi RS 7 performance, S8 plus[48]
- 2016 BMW 330e (plug-in hybrid)[49]
- 2016 BMW 7 серия[49]
- 2016 BMW M4 GTS[49]
- 2016 BMW X1[49]
- 2017 Cadillac CT6 Plug-In Hybrid[50]
- 2017 Cadillac XT5[51]
- Honda Clarity (fuel cell vehicle)[39]
- 2017 Hyundai Elantra[46]
- 2017 Jaguar F-Pace[46]
- 2017 Jaguar XE (для США)[52]
- 2017 Kia Sportage[53]
- 2016 Mini Clubman[54]
- 2016 Mini Convertible[54]

#### Концепт-кари
Світовий дебют
- 2017 Subaru Impreza концепт седана[55]

Північноамериканський дебют
- Hyundai N 2025 Vision Gran Turismo[56]
- Scion C-HR[57]
- Volkswagen Golf GTE Sport concept[58]

### 2014
Автосалон у Лос-Анджелесі 2014 року проходив із 21 по 30 листопада. Дні преси та дебюти автомобілів відбулися 19 та 20 листопада.

#### Дебют серійних моделей
Світовий дебют
- 2016 Audi A6, Audi A7 (рестайлинг)
- 2016 Audi TT Roadster, TTS Coupe[60]
- 2015 BMW 2 Series Convertible[61]
- 2016 Fiat 500X[62]
- 2016 Honda HR-V[63]
- 2016 Kia Sorento[64]
- 2015 Land Rover Discovery Sport[65]
- 2016 Mazda MX-5[66]
- 2015 Mercedes-AMG C63[67]
- 2015 Mini Hardtop 4 Door[64]
- 2016 Volvo XC90[65]

#### Концепт-кары
Світовий дебют
- Audi Prologue [68]
- Bentley Grand Convertible[69]
- Chevrolet Chaparral 2X VGT[70]
- Chevrolet Colorado ZR2 concept[71]
- Lexus LF-C2[72]
- Scion iM concept[73]
- Volkswagen Golf Sportwagen HyMotion[74]

Північноамериканський дебют
- Lincoln MKX concept[75]
- Mini Superleggera Vision[64]
- Mitsubishi Concept XR-PHEV[64]
- Volkswagen Golf R 400[76]
- Volkswagen GTI Roadster[77]
- Volvo «Drive Me» (автономное ТС)[64]